# Chi Cheng
Chi Ling Dai Cheng (Davis, 15 juli 1970 – Sacramento, 13 april 2013) was een Amerikaans muzikant. Hij was vooral bekend als bassist van de Amerikaanse rockband Deftones.

## Biografie
Cheng was van Chinees-Amerikaanse afkomst en was een beoefenaar van het boeddhisme met ook interesses in daoïsme en sjamanisme. Hij haalde een BA op Engelse literatuur aan de California State University - Sacramento. Hij is de auteur van een poëzie-collectie genaamd The Bamboo Parachute, dat in 2000 werd uitgegeven als spoken word-album.
Op 4 november 2008 raakte Cheng als passagier betrokken bij een ernstig auto-ongeluk. Omdat hij geen veiligheidsgordel droeg vloog hij uit de auto, waarna hij in coma belandde. Verschillende acties werden op touw gezet om Cheng te ondersteunen in zijn ziekteproces. Zo was er bijvoorbeeld de website oneloveforchi.com, waar geld gedoneerd kon worden om Chengs ziektekosten te financieren en nam vriend en collega-bassist Fieldy van de band Korn samen met andere muzikanten het nummer "A Song for Chi" op. 
In de vierenhalf jaar dat Cheng in coma lag kwamen er enkele malen berichten dat zijn toestand lichtelijk aan het verbeteren was. Echter, op 13 april 2013 overleed Cheng aan een hartstilstand, nadat hij met spoed naar een ziekenhuis in Sacramento werd afgevoerd.
Bassist Sergio Vega, voormalig bandlid van Quicksand, werd na Chengs ongeluk zijn vervanger bij Deftones en werkte mee aan de albums vanaf Diamond Eyes (2010). Er liggen nog opnamen met bijdragen van Cheng 'op de plank', oorspronkelijk bedoeld voor het album Eros dat in juni 2009 (toen Cheng in coma lag) voor onbepaalde tijd uitgesteld werd.

## Discografie

### Solo
- 2000 - The Bamboo Parachute

### Deftones
- 1995 - Adrenaline
- 1997 - Around the Fur
- 2000 - White Pony
- 2003 - Deftones
- 2006 - Saturday Night Wrist

### Gastoptreden
- 2006 - Live at the Fillmore van Dredg